# 미야하마촌
미야하마촌(宮浜村)은 도쿠시마현 나카군에 있던 촌이다. 현재의 나카정의 중부에 해당한다.

## 역사
- 1889년 10월 1일 - 정촌제 시행에 의해 11촌의 구역으로 성립하였다.
- 1956년 9월 30일 - 히라다니촌과 합병해 가미나카촌이 성립, 동일 미야하마촌은 폐지되었다.

## 교통

### 도로
- 국도 195호선

## 참고문헌
- 角川日本地名大辞典 36 徳島県